# 이광훈 (1959년)
이광훈(1959년 1월 1일 ~ )은 대한민국의 영화 제작자이자 장편 영화 감독이다.
1959년 대한민국에서 태어나 서강대학교에서 학사 졸업을 하고 오하이오 주립 대학교에서 공부하여 영화연출 석사를 받았다. 1989년에 이장호 감독의 <미스 코뿔소 미스터 코란도>의 연출부를 했고, MBC 여명의 눈동자의 조연출을 맡았고 단역으로도 참여했다.
1995년 한국영화 최고 흥행 작품인 <닥터 봉>의 감독으로 성공적으로 데뷔했다. 아내와 사별하고 홀로 아들(최정)을 키우는 바람둥이 치과의사 봉준수(한석규)가 아파트 아래층에 사는 고집도 세고 콧대도 센 노처녀 작사가(김혜수)와 티격태격 싸우다가 가랑비에 옷 젖듯 사랑에 빠지는 로맨틱 코미디로, 한석규의 영화 데뷔작이다. 여자주인공을 맡은 김혜수는 청룡영화상에서 여우주연상을 받았고, 한석규는 1995년 제6회 춘사영화제 새 얼굴 남자연기상과 1996년 제32회 백상예술대상 영화부문 신인연기상을 받았다.  
1997년 작 <패자부활전>은 바람피우는 남녀 각각의 여자친구(김희선)와 남자친구(장동건)가 복수하려고 만났다가 진정한 사랑을 찾아간다는 이야기로, 김희선의 영화 데뷔작이며 실연당한 동물원 사육사 역할을 맡은 장동건은 1997년 청룡영화상 신인남우상을 받았다.
1999년에 개봉한 <자.귀.모(자살한 귀신들의 모임)>는 자살한 귀신들이 자신들의 목숨을 버리게 만들었던 사람들에게 복수하려고 저승사자들을 피해가며 저승을 떠돌다가 복수의 허망함, 남녀 간의 사랑의 허약한 본질과 죽음의 의미를 새겨보는 작품이다. 이성재의 데뷔작이며 김희선, 차승원 등이 출연했고, 20여분가량의 컴퓨터그래픽 작업으로 한국 영화의 시각특수효과(Visual Effects)의 선구자 역할을 했으며 흥행도 성공했다. <자귀모>는 한국 영화의 새로운 파동을 주도한 영화들 중 하나였다.
2003년 작 <천년호>는 통일신라시대를 배경으로, 여왕(김혜리)과 나라를 지켜야 하는 장군(정준호)이 요귀가 된 사랑하는 여자(김효진)를 자신의 손으로 죽여야만 하는 비극적인 이야기이다.
2008년 영화 <크로싱>에 저작권 침해소송으로 인한 상영금지 가처분 신청을 제기했으나 기각되었다. 실화를 바탕으로 한 이야기라서 주인공인 실존인물의 허락을 받고 이광훈 감독이 2005년에 완성한 시나리오 <인간의 조건>과 영화 내용이 매우 유사하다는 이유였는데, 법원은 저작권 침해의 인정요건이 성립하지 않는다고 결론내려서 기각시켰다.
상명대학교 영화학과 전임강사,  한국예술종합학교 영상원 강사, 서강대 영상대학원 겸임교수,  인하대학교 연극영화과 초빙교수, 영화진흥위원회 위원, 락스퍼 국제영화제 집행위원 역임.
인천영상위원회 운영위원장 [2] 

## 저서
영화감독을 꿈꾸는 젊은이에게 집문당 2001

## 참여 작품
- 천년호 (2003)
- 자귀모 (1999)
- 패자부활전 (1997)
- 닥터봉(1995)